# Kámen u Pacova

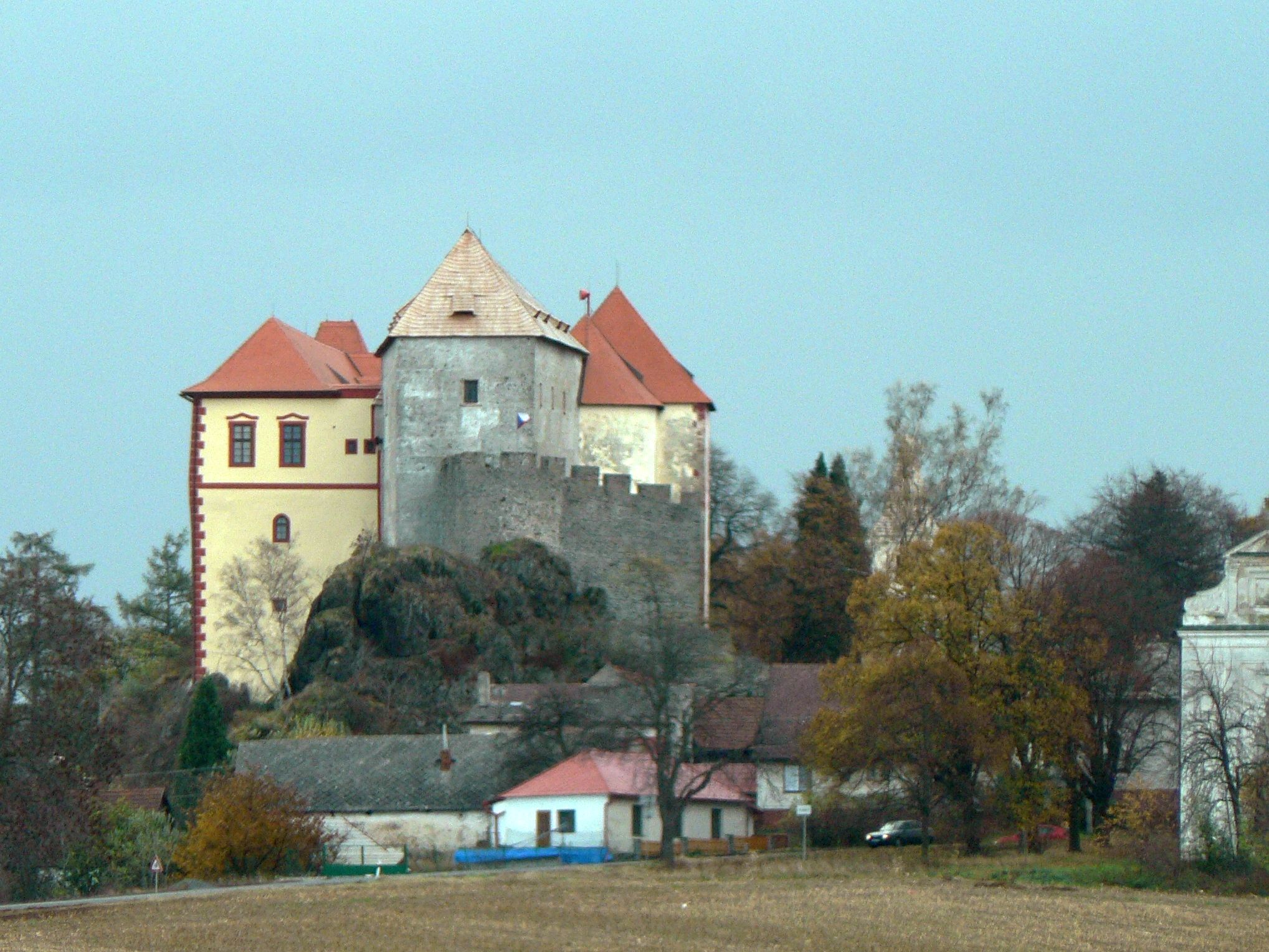
Burg Kamen

Kámen (deutsch Stein) ist eine Gemeinde in Tschechien. Sie liegt 15 Kilometer westlich von Pelhřimov und gehört zum Okres Pelhřimov.

## Geographie
Kámen befindet sich in der Böhmisch-Mährischen Höhe auf einer von der Burg Kámen gekrönten Kuppe an der Staatsstraße 19 zwischen Pelhřimov und Tábor. Westlich liegt ein 45 ha großes Gelände des ehemaligen Militärflugplatzes Kámen.
Nachbarorte sind Nízká Lhota und Nový Dvůr im Nordosten, Zlátenka im Osten, Vysoká Lhota im Südosten, Dobrá Voda u Pacova im Süden, Vintířov und Věžná im Südwesten, Dvořiště und Obrataň im Westen sowie Eš im Nordwesten.

## Geschichte
Die erste urkundliche Erwähnung von Kámen erfolgte im Jahre 1316. Der am Fuße der Burg gegründete Ort wurde ab 1460 als Städtchen bezeichnet. Zusammen mit Eš und Věžná sowie dem Vorwerk Janov war der Ort der Herrschaft Stein untertänig. Mit der ursprünglich königlichen Burg wurden im Mittelalter verschiedene Adelsgeschlechter belehnt. In dieser Zeit hatte der Ort seine Blütezeit und besaß eine eigene Brauerei. Im Jahre 1366 ließ der Besitzer der Herrschaft, Heinrich von Ziegelheim, ein Goldbergwerk errichten.
Im 17. Jahrhundert befand sich Kámen im Besitz der Herren von Malovec. Johann Christoph von Malovec ließ 1671–1673 die Kapelle der Jungfrau Maria zur Familiengrablege umbauen. Nach den Malovec erwarb um 1700 das Geschlecht von Qualtenberg Kámen. 1848 wurden die Patrimonialherrschaften abgelöst und Kámen wurde zu einer selbstständigen Gemeinde.
1924 wurde die Straße nach Dobrá Voda errichtet.
Der letzte Burgbesitzer, Antonín Fleissig, dem die Güter seit 1916 gehörten, wurde 1948 enteignet und die Burg verstaatlicht.

## Gemeindegliederung
Die Gemeinde Kámen besteht aus den Ortsteilen Kámen (Stein), Nízká Lhota (bis 1947 Německá Lhota, deutsch Deutsch Lhota) und Nový Dvůr (Deutsch Heuhof).
Das Gemeindegebiet gliedert sich in Katastralbezirke Kámen u Pacova und Nízká Lhota.

## Sehenswürdigkeiten
- gotische Burg Kámen, erbaut im 13. Jahrhundert
- Statue des Hl. Johannes von Nepomuk, errichtet 1703
- barocke Kirche der Schmerzhaften Jungfrau Maria, erbaut zwischen 1667 und 1671 als Begräbniskirche der Herren von Malovec
- Isolatoren- und Blitzschutzmuseum von František Daňek in Dvořiště